# Église Saint-Pierre-Saint-Paul de Lagny-le-Sec
L'église Saint-Pierre-Saint-Paul est située à Lagny-le-Sec, dans l'Oise. Elle est affiliée à la paroisse Notre-Dame-de-la-Visitation du Haudouin.

## Description
Cette église remonte à deux époques différentes :  la voûte du chœur porte la date de 1574 tandis que le clocher date du XIIe siècle ou XIIIe siècle.
« La corniche de ce clocher, formée de petites pierres carrées, représente des bouts de solives terminées par des têtes humaines. Les ouvertures sont en plein cintre. À droite et à gauche du chœur se trouvent deux chapelles voûtées et en saillie. Les chapiteaux des piliers qui adhèrent à la muraille sont ornés de rosaces de perles et d'oves. »

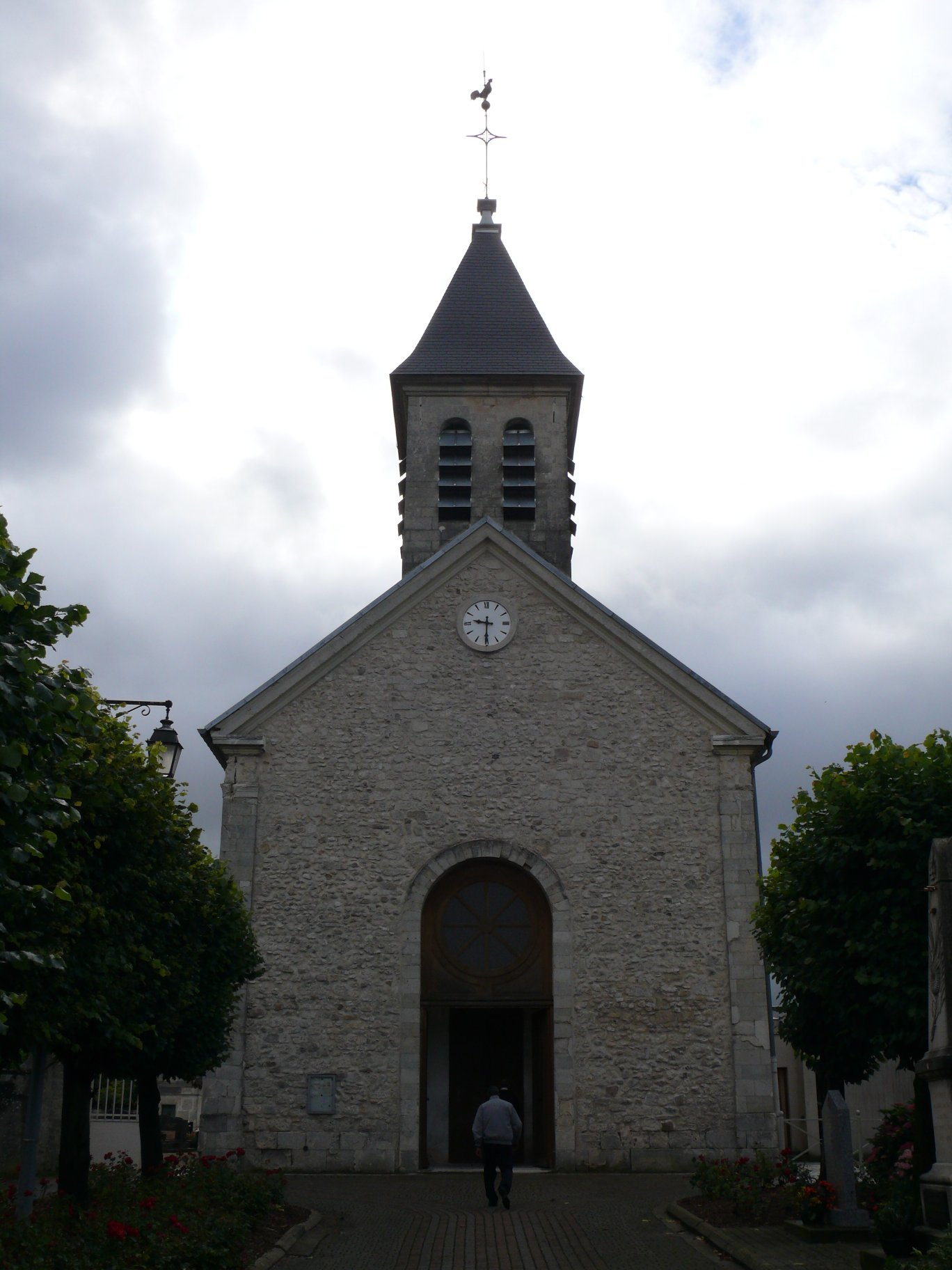
La façade
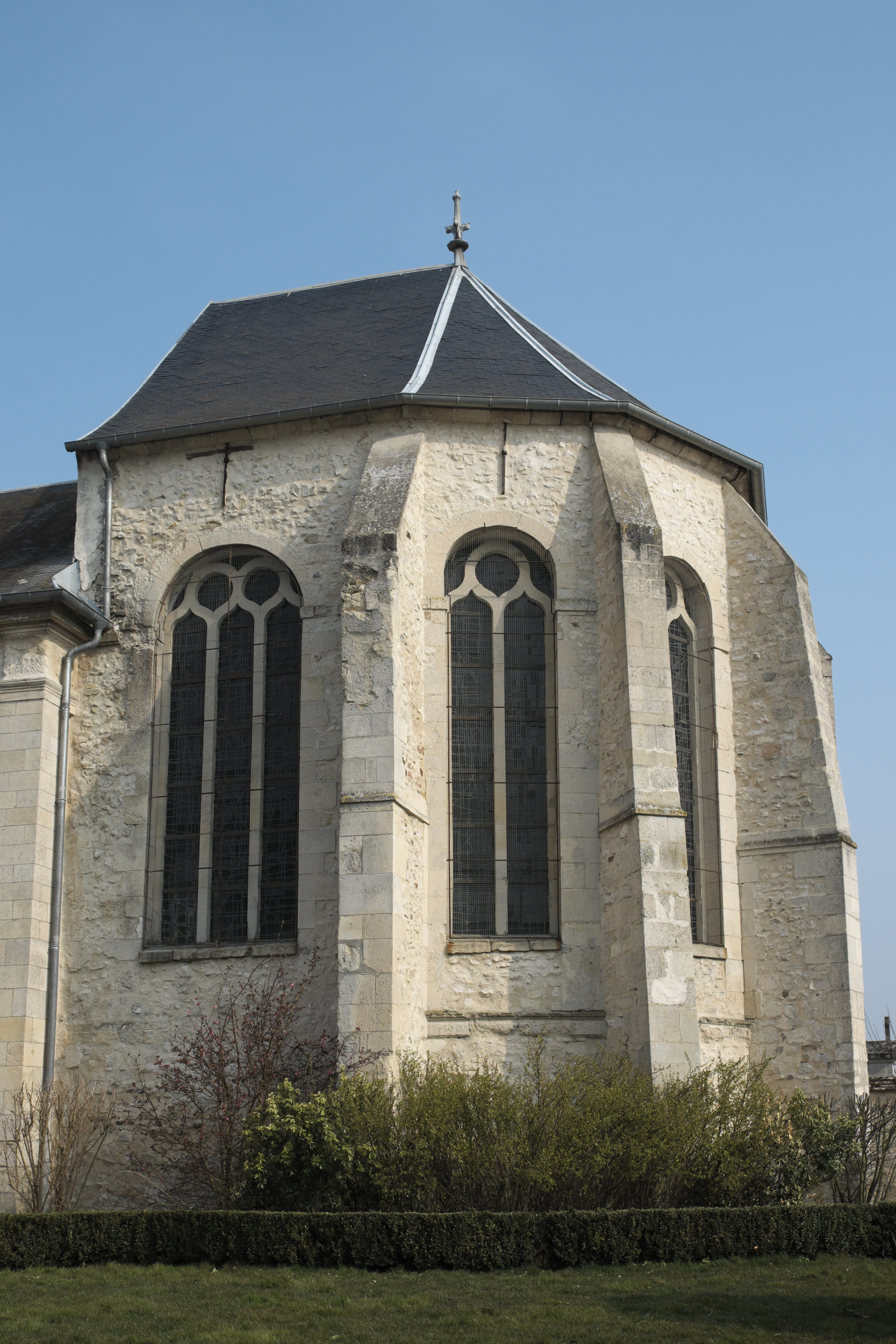
Le chevet
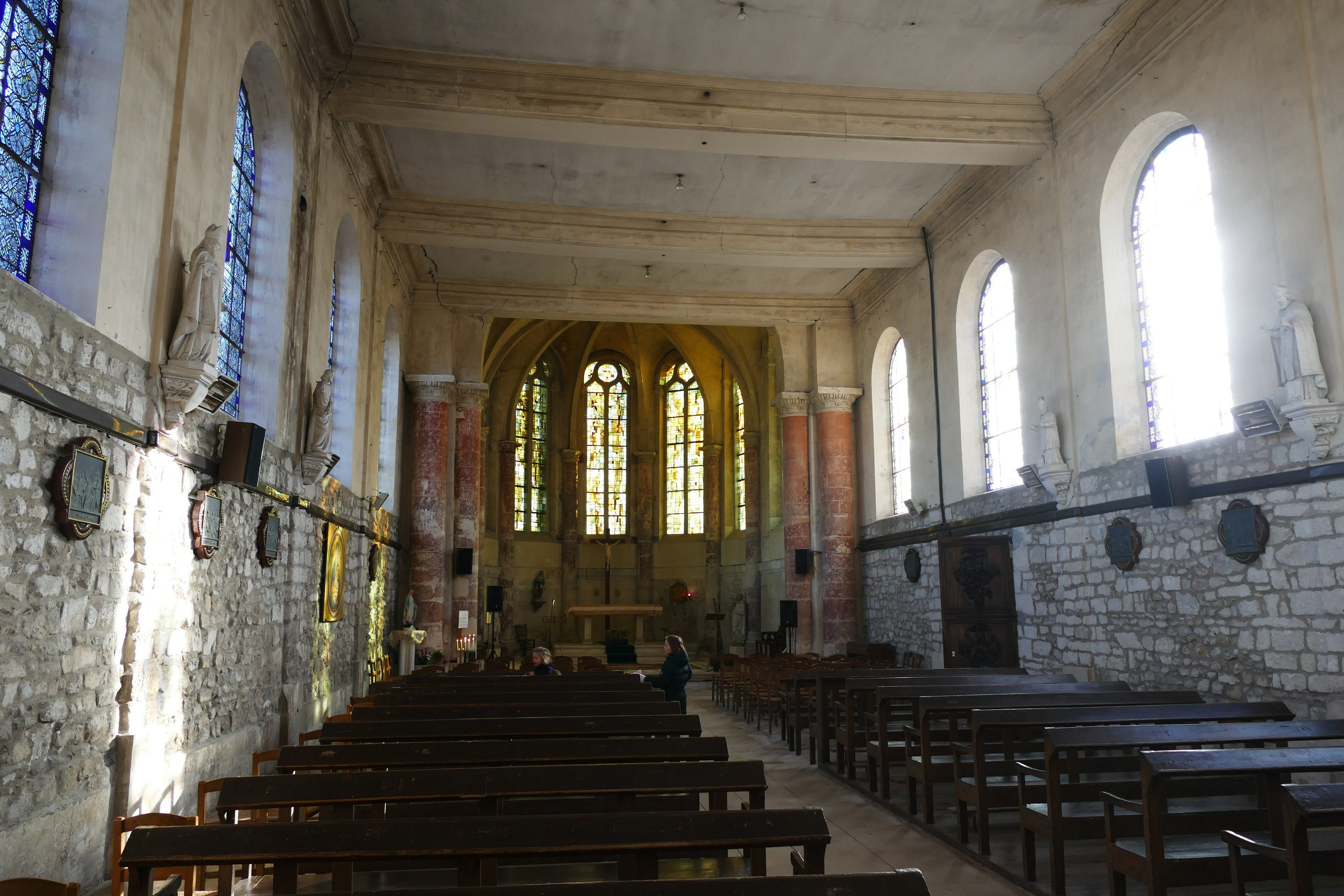
La nef
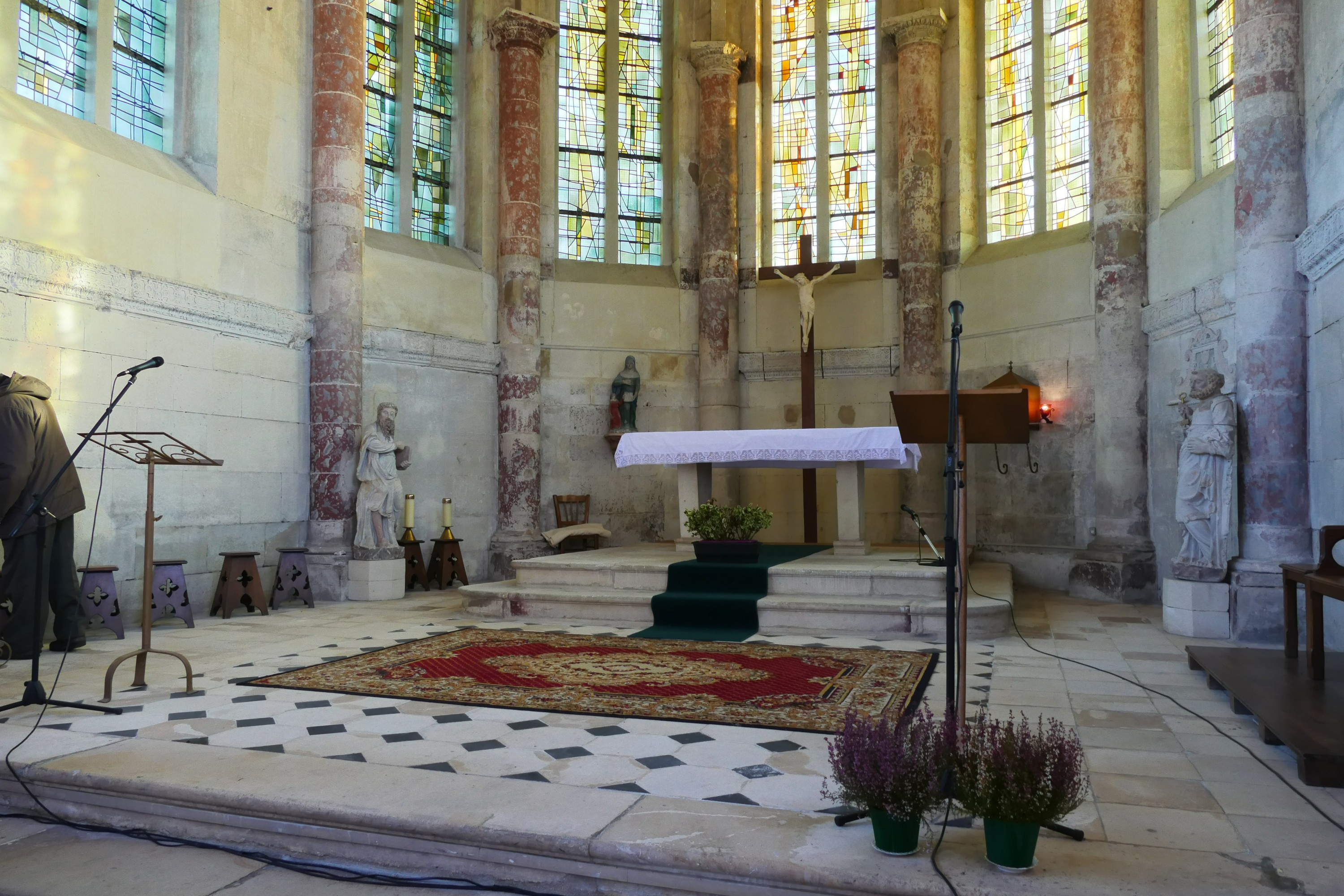
Le chœur
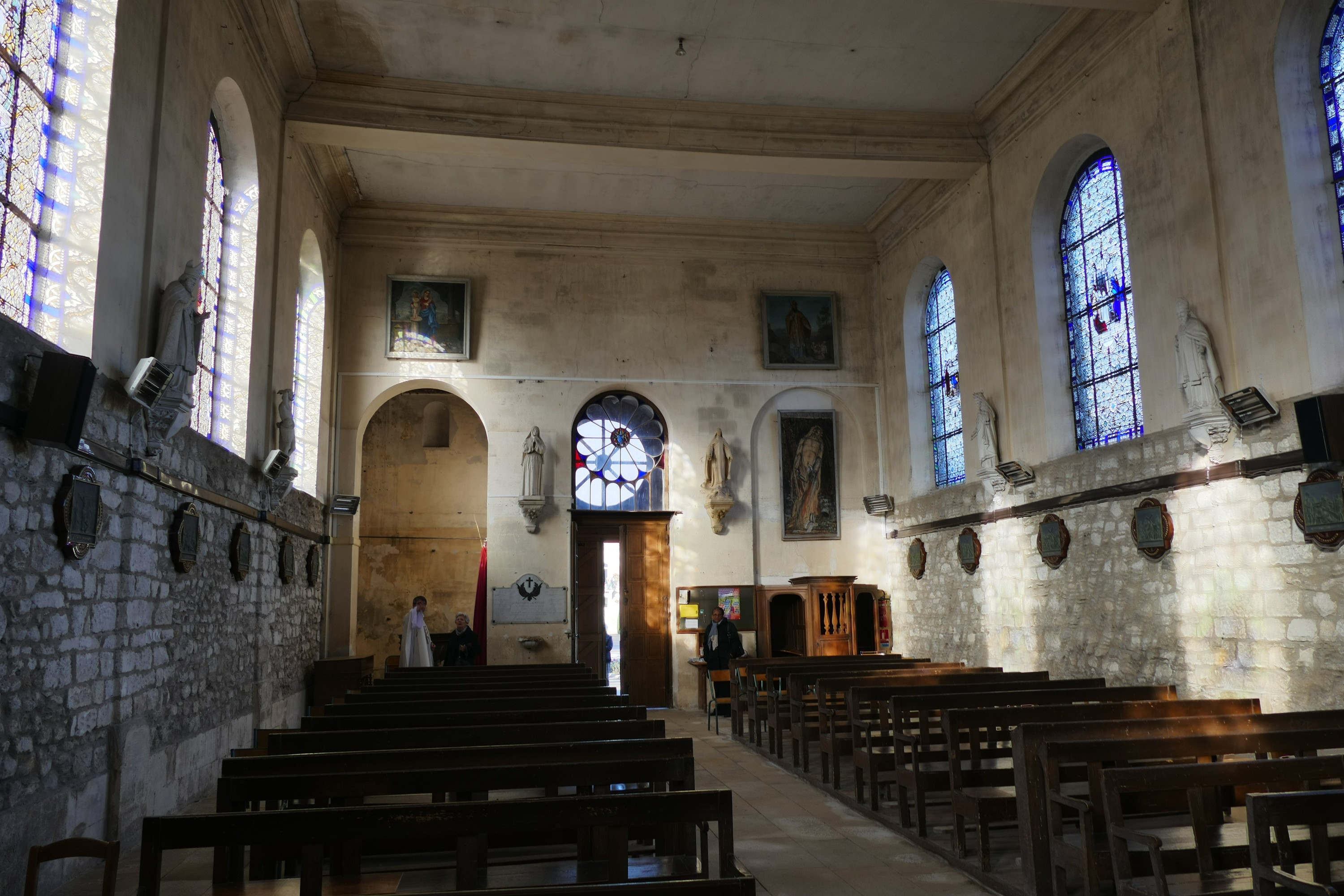
L'entrée
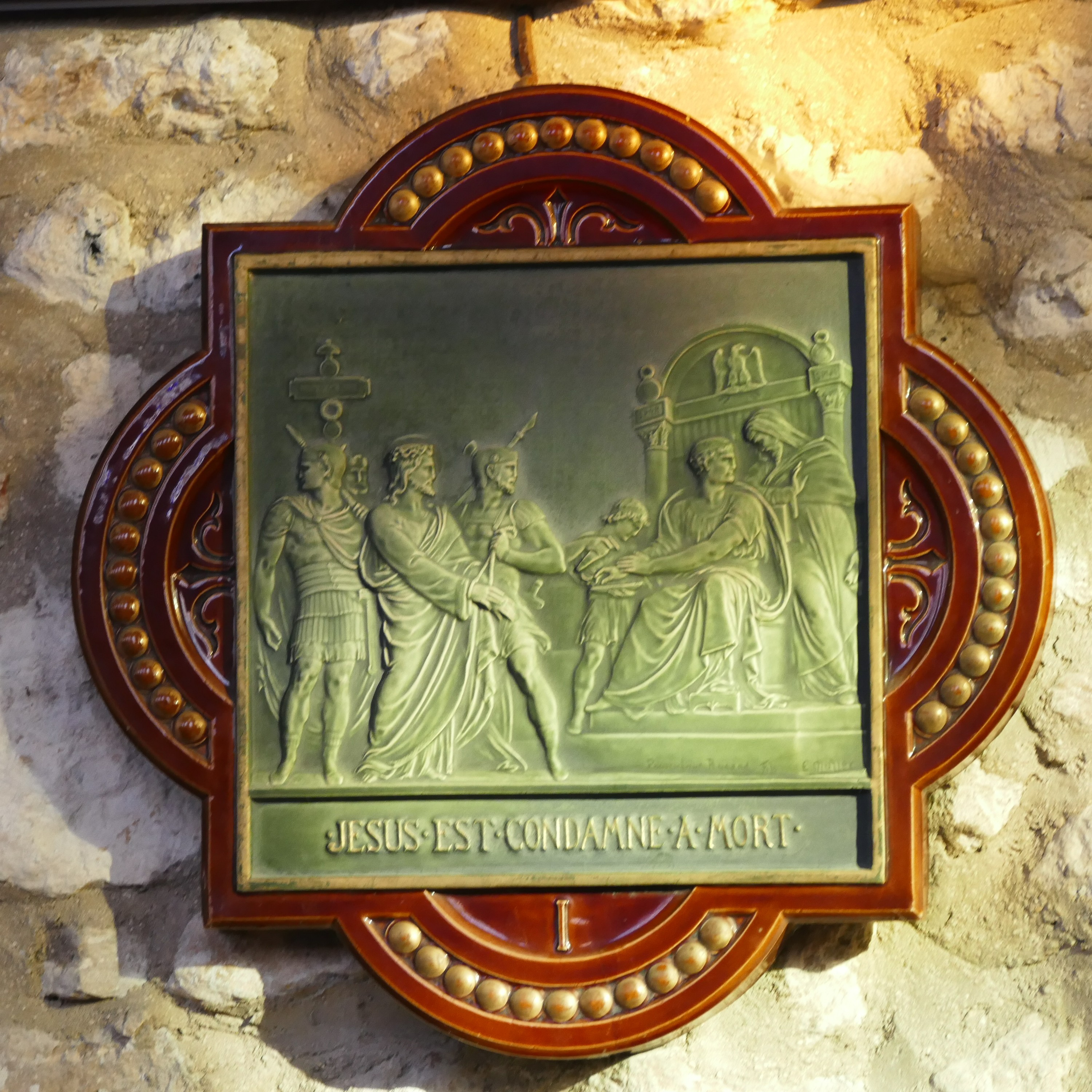
Chemin de croix
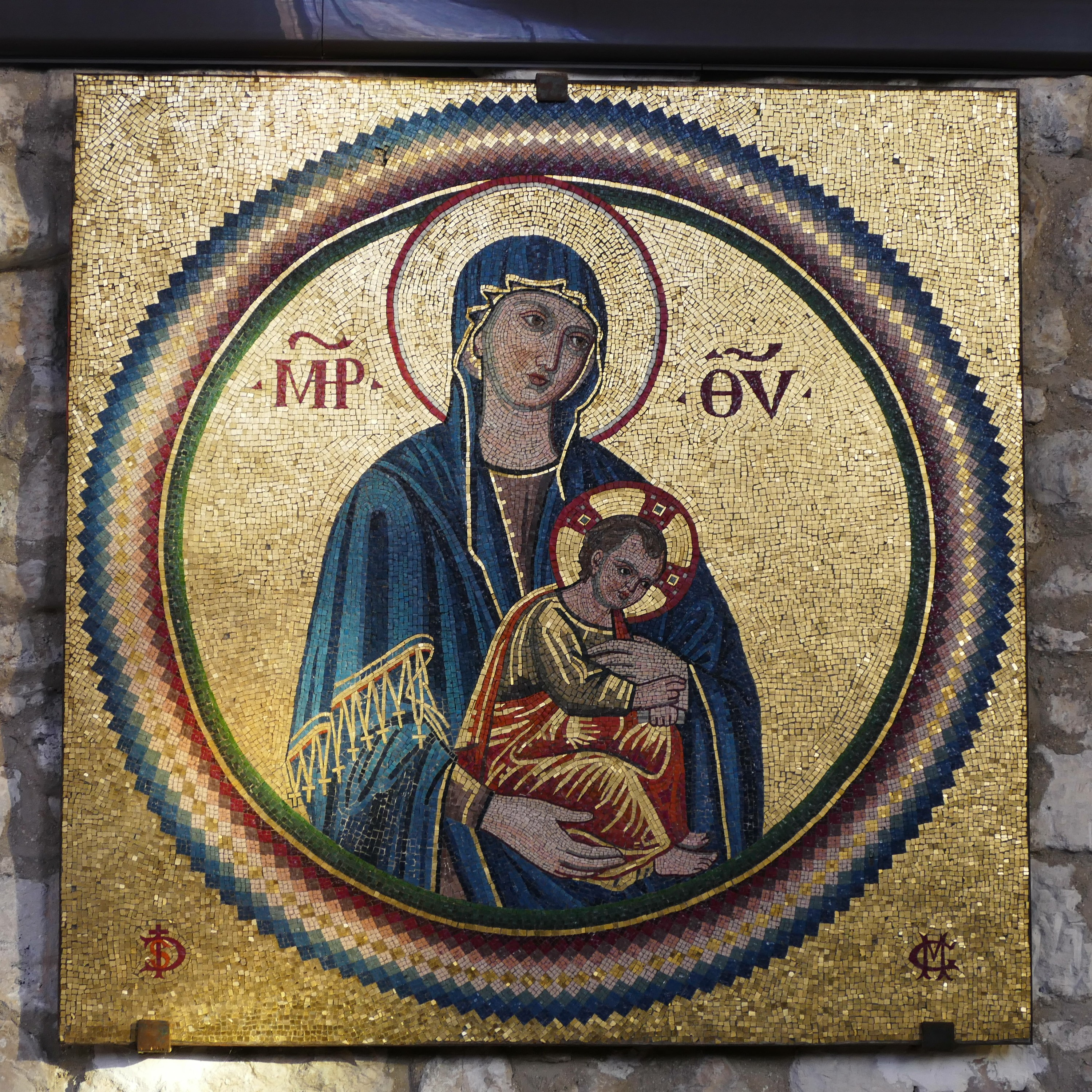
Mosaïque
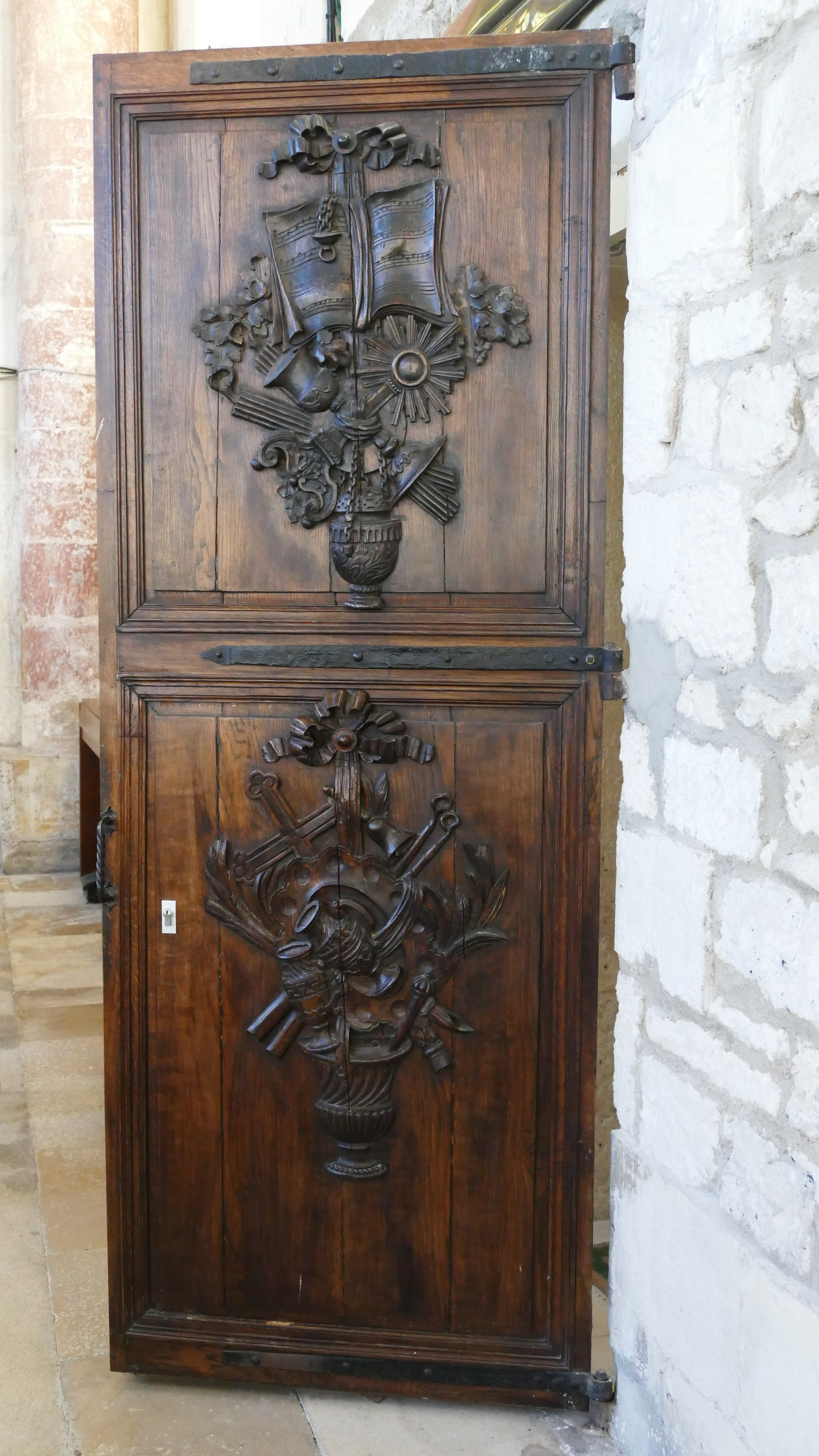
Porte ouvragée

## Mobilier

### La cloche
La cloche se nomme « Adrienne Marie Françoise ». Elle a été fondue par Alexis Herba et Alexis Robert à Robécourt (Vosges en 1739.
Inscription sur le cerveau de la cloche :
LAN 1739 AY ETE BENIE PAR MRE AMBROISE LOUIS MAURIN ANCIEN CURE DE CE LIEU DU CONSANTEMENT DE MRE PIERRE ROCHE CURE DUDIT LIEU ET NOMMEE ADRIENNE MARIE FRANCOISE PAR MONSEIGNEUR FRERE ADRIEN DE LA VIEF VILLE DE VIGNACOURT COMMANDEUR DES COMMANDERIES DE LAGNY LE SEC ET FONTAINE SOUS MONTDIDIER ET GRAND PRIEURE DE CHAMPAGNE ET PAR ILLUSTRE DAME MARIE FRANCOISE BASSIER VEUVE CONTESSE DE THURIN EN SON VIVANT COMTE DU ST EMPIRE
MR ELOY THEROUENNE RECEVEUR DE CE LIEU
Inscription sur la jupe de la cloche :
ANGE CHARLES BERNIER MARGUILLIER PIERRE HUETTE SINDIC JACQUES DEBREY CLERC  
ALEXIS HERBA ET ALEXIS ROBERT MONT FAITES
MADELLE CECILE THEROENNE
URBAIN BLESSON